# هانز هاينز إيورز

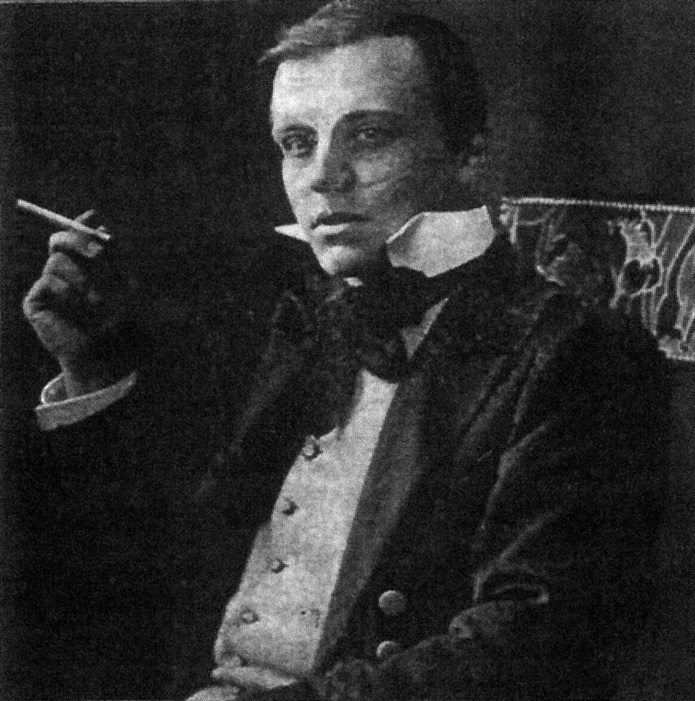
هانز هاينز إيورز.

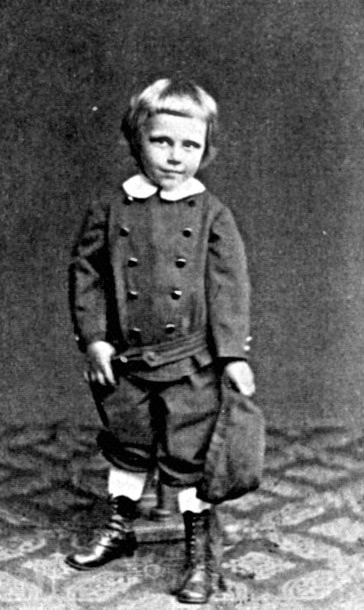
هانز هاينز إيورز عن عمر يناهز 4 سنوات.

كان هانز هاينز إويرز (3 نوفمبر 1871 - 12 يونيو 1943) ممثلاً ألمانيا وشاعراً وفيلسوفًا وكاتبًا للقصص والروايات القصيرة. بينما كتب عن مجموعة واسعة من الموضوعات، إلا أنه معروف الآن بشكل أساسي بأعمال الرعب، وخاصة ثلاثية رواياته عن مغامرات فرانك براون. أشهرها هو Alraune (1911).  

## تورط النازية
خلال السنوات الأخيرة من جمهورية فايمار، انخرط إويرز في الحزب النازي المزدهر، الذي اجتذبت قوميته وفلسفته الأخلاقية في نيتشه، وثقافته في ثقافة توتوني، وانضم إلى الحزب النازي في عام 1931. لم يتفق مع معاداة السامية للحزب (شخصيته فرانك براون لديه عشيقة يهودية، لوت ليفي، وهو أيضًا مواطن ألماني)، وقد انتهى هذا الأمر وتوجهاته الجنسية المثلية قريباً بترحيبه. في عام 1934 تم حظر معظم أعماله في ألمانيا، وتم الاستيلاء على أصوله وممتلكاته.  وكان ألفريد روزنبرغ خصمه الرئيسي في الحزب، ولكن بعد تقديم العديد من الالتماسات، تمكن آويرز في نهاية المطاف من إلغاء الحظر. تم نشر كتابه الأخير " Die schönsten Hände der Welt " (أجمل الأيدي في العالم) من قِبل Zinnen Verlag (ميونيخ ، فيينا ، لايبزيغ) في عام 1943. توفي إويرز من مرض السل في العام نفسه.
على الرغم من تأثيره الكبير على أدب الخيال والرعب في القرن العشرين، يظل إيويرز غير محبذ في الأوساط الأدبية البرجوازية (خاصة في العالم الناطق باللغة الإنجليزية وألمانيا) بسبب ارتباطه بالنازيين. نتيجة لذلك، غالبًا ما يصعب العثور على طبعات ما بعد الحرب العالمية الثانية من أعماله، ويمكن للطبعات السابقة أن تحصل على سعر أعلى من هواة الجمع.

## وصلات خارجية
- هانز هاينز إيورز على موقع IMDb (الإنجليزية)
- هانز هاينز إيورز على موقع ميوزك برينز (الإنجليزية)
- هانز هاينز إيورز على موقع أول موفي (الإنجليزية)
- هانز هاينز إيورز على موقع قاعدة بيانات الأفلام السويدية (السويدية)
- هانز هاينز إيورز على موقع قاعدة بيانات الفيلم (الإنجليزية)

1. 1 2  مشروع مكتبة الموسيقى الدولية | Hanns Heinz Ewers، QID:Q523660
2. 1 2  filmportal.de | Hanns Heinz Ewers، QID:Q15706812
3. 1 2  Brockhaus Enzyklopädie | Hanns Heinz Ewers (بالألمانية), OL:19088695W, QID:Q237227
4. 1 2  Catalogo Vegetti della letteratura fantastica | Hans Heinz Ewers (بالإيطالية), QID:Q23023088
5. 1 2  Proleksis enciklopedija | Hanns Heinz Ewers (بالكرواتية), QID:Q3407324
6. 1 2  Henry and Mary Garland, The Oxford companion to German literature.Oxford, Oxford University Press, 1997. (ردمك 0198158963) (pp.221–222).
7. ↑  Mary Ellen Snodgrass,Encyclopedia of Gothic Literature.
New York, Facts on File (2004). (ردمك 0816055289) (p.106-7)